# Sinacaban
Sinacaban est une localité de la province du Misamis occidental, aux Philippines. En 2015, elle compte 18 391 habitants.